# غده روده‌ای
غده روده‌ای، کریپت (غدد لیبرکان، خمل یا غارهای لیبرکان) به غدد موجود در لایه اپیتلیال روده باریک و روده بزرگ گفته می‌شود. کریپت‌ها آنزیم‌های مختلفی به مانند، سوکاراز، مالتاز و پپتیدازها را ترشح می‌کنند.

## وظایف
کریپت‌های لیبرکان بر روی تمام سطح روده باریک قرار گرفته‌اند. این کریپت‌ها در حدفاصل پرزهای روده هستند. سطوح کریپت‌ها و پرزها از اپیتلیومی متشکل از دو نوع سلول به نام سلول گابلت و سلول روده‌ای پوشیده شده است. سلول‌های گابلت برای روان‌سازی سطوح روده و حفاظت از آن موسین تولید می‌کنند و سلول‌های روده‌ای در کریپت‌ها آب و الکترولیت‌ها را ترشح می‌کنند و در سطح پرزها، آب و الکترولیت‌ها را به همراه محصولات نهایی هضم بازجذب می‌کنند. سلول‌های روده‌ای روزانه ۱۸۰۰ میلی‌لیتر ترشح روده‌ای می‌سازند که پی‌اچ آن‌ها مختصر قلیایی در بازه ۷/۵ تا ۷ می‌باشد. ترشح آب توسط سلول‌های روده‌ای و بازجذب آب، در جذب مواد مغذی از کیموس ضروری است.
علاوه بر سلول های بافت پوششی دارای سلول های بنیادی( stem cell ) و سلول های پانت( paneth cell) و سلول های neuroendocrine هم وجود دارد.

## نگارخانه

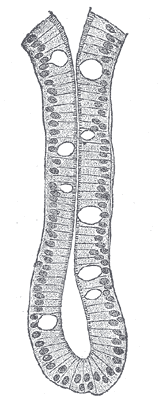
ساختار کریپت انسان